# Verbe déponent
Pour un article plus général, voir Conjugaison latine.
On nomme en grammaire latine verbe déponent un verbe qui ne se conjugue qu'au passif, mais qui a un sens actif. Le terme provient du latin deponens « qui abandonne (les autres voix) ».
En grec ancien et en sanskrit, il existe un équivalent, les verbes media-tantum (« seulement au moyen »), qui ne se conjuguent qu'à la voix moyenne. Les déponents latins étaient bien, à l'origine, des media-tantum ; cette langue, cependant, ayant transformé sa voix moyenne en voix passive, le décalage sémantique semble plus marqué. En effet, la voix passive et la voix active, qui s'opposent directement, sont plus contrastées que la voix moyenne et l'active entre elles.
Ce procédé se retrouve sous d'autres formes dans d'autres langues indo-européennes. Ainsi, le verbe media-tantum, « suivre », radical indo-européen *sekw- : 
- latin : sequ-or ;
- grec : ἕπο-μαι ;
- vieil-irlandais : sech-ithir ;
- sanskrit : सच॑ते sác-ate ;
- arménien ancien (grabar) : հետեւ-իմ ;

Il existe également des verbes semi-déponents au nombre de six, qui ont un sens actif, mais se conjuguent à la forme active aux temps construits sur le radical de l'indicatif présent et à la forme passive aux autres temps (construits sur le radical du supin). Ils n'ont donc eux aussi que deux radicaux.
- audeo, audēs, ausus sum, audēre : oser ;
- gaudeo, gaudēs, gāvīsus sum, gaudēre : se réjouir (de) ;
- fīdo, fīdis, fīsus sum, fīdere : se fier (à) ;
- soleo, soles, solere, solitus sum : avoir l'habitude (de) ; ancien et moyen fr. : souloir ;
- confido, confidis, confidere, confisus sum : avoir confiance
- difido, difidis, difidere, diffisus sum : n'avoir pas confiance